# Crémieu
Crémieu este o comună în departamentul Isère din sud-estul Franței. În 2009 avea o populație de 3.337 de locuitori.

## Evoluția populației
| An        | 1975  | 1982  | 1990  | 1999  | 2006  | 2009  |
| --------- | ----- | ----- | ----- | ----- | ----- | ----- |
| Populație | 2.450 | 2.409 | 2.855 | 3.169 | 3.330 | 3.337 |